# 고석현
고석현(1988년 1월 15일 ~ )은 대한민국의 전 스타크래프트, 스타크래프트 II 프로게이머이다. HyuN라는 아이디를 사용하며, 종족은 저그이다.

## 개요
2006년 상반기 드래프트에서 POS(MBC게임 히어로)의 5차 지명으로 입단하였다. 2009년 8월 FA를 선언하였으나 좋지 않은 성적으로 인해 어느팀의 입찰도 받지 못했고 결국 MBC게임 히어로와 재계약을 하게 되었다. 그러나 하태기 감독이 복귀한 09-10 시즌에서는 완전히 달라진 모습을 보이며 팀의 저그 에이스로 자리잡았다. 2009년 12월 14일에는 스타크래프트 1의 테란 최강자 이영호를 상대로 승리하기도 했다.

### 스타크래프트 II
2011년 11월 MBC게임 히어로의 해체로 스타크래프트 프로게이머 생활이 불가능해지자 스타크래프트 II 프로게임단 TSL에 입단, 스타크래프트 II 프로게이머로 전향하였다. 2012년 첫 GSL 코드 A 예선에서 고석현은 전향한 지 얼마 안되었음에도 불구하고 발군의 경기력을 보여주어 차기 GSL 코드 A 출전 자격을 획득했다. 2012년 12월, 프로게이머 데뷔 7년만에 개인리그 결승에 진출,(핫식스 GSL 시즌5) 권태훈에게 4:3으로 패해 준우승을 차지했다. 2013년 1월, 소속팀이던 TSL이 해체되며 무소속으로 풀렸다가 2013년 2월 퀀틱 게이밍에 입단했다.
2014년 1월 퀀틱 게이밍의 해체 이후 무소속 신분이 되었고, 동년 2월 4일 게이밍 기어 관련 전문 기업인 'ROCCAT'과 개인 후원계약 체결을 발표했다가 2016년 2월 2일 ROCCAT과의 결별을 발표했다.
2016년 3월 25일 진에어 그린윙스에 입단하여 프로리그 2016 시즌에서 SKY 프로리그 2006 그랜드파이널 우승 이후 무려 9년만에 개인 프로리그 통산 3번째 우승을 맛보았다. 그리고 2016 시즌이 끝난 후 2016년 11월 30일 진에어 그린윙스를 합의를 통해 퇴단했고 이후 은퇴하였다.

## 이영호의 저그전 연승 저지
신한은행 09-10 프로리그 09-10 시즌 2라운드 MBC게임 vs KT 1세트 고석현(Z) vs 이영호(T) 경기에서 당시 대 저그전 12연승 중인 이영호를 상대로 승리, 대 저그전 연승을 끊었다.

## 별명
- 고베르만 : 공격적이고 끈질긴 플레이스타일에서 유래했다. 현재 스타크래프트 II 프로게이머로 활동하면서도 사용되고 있는 고석현의 대표적인 별명이다.
- 에이스 킬러 : 상대팀의 에이스들을 잇달아 잡아 내는 모습에서 유래된 별명.
- 석길이 : 2010 MSL 시즌1 조지명식 때 추노꾼으로 분장하고 들어온데서 유래.
- 어머니저그 : 10-11시즌 1라운드 중 염보성의 인터뷰를 통해 알려짐.[1]
- 회초리저그 : 엄마는 잘못을 하면 아들에게 회초리를 든다는 이유로 붙여짐.
- 고취객 : ABC마트 MSL 2011 조지명식 때 취객으로 분장하고 들어온데서 유래.

## IPL Fight Club의 제왕
9전 5선승제 온라인 대회인 IPL Fight Club에서 강자들을 상대로 14연승을 기록했으며 이동녕에게 패배하면서 연승이 끊겼다.
- 첫 승 : vs 박현우 - 5:3
- 2연승 : vs Major - 5:1
- 3연승 : vs 최재원 - 5:1
- 4연승 : vs 남기웅 - 5:3
- 5연승 : vs 마누엘 쉔카이젠 - 5:0
- 6연승 : vs 한이석 - 5:0
- 7연승 : vs Titan - 5:1
- 8연승 : vs 고병재 - 5:3
- 9연승 : vs 변현우 - 5:3
- 10연승 : vs 염보성 - 5:1
- 11연승 : vs 최민수 - 5:2
- 12연승 : vs 이승현 - 5:4
- 13연승 : vs 김경덕 - 5:3
- 14연승 : vs 원이삭 - 5:1
- 패배 : vs 이동녕 - 2:5

## 수상 경력
스타크래프트 II : 프리미어 개인리그 우승 2회, 준우승 4회

### 스타크래프트:브루드 워
- 2006년: 제20회 커리지매치 입상
- 2007년: 2007 서울 국제 e스포츠 페스티벌 스타크래프트 256강전 16강
- 2008년: EVER 스타리그 2008 1차 본선
- 2008년: BATOO 스타리그 08~09 36강
- 2010년: 대한항공 스타리그 2010 Season 1 36강
- 2010년: 하나대투증권 MSL 2010 32강
- 2010년: 박카스 스타리그 2010 36강
- 2011년: ABC마트 MSL 2011 32강
- 2011년: 진에어 스타리그 2011 24강

### 스타크래프트 II
- 2012년: 2012 핫식스 글로벌 스타크래프트 II 리그 시즌 1 Code A 48강
- 2012년: 2012 무슈제이 글로벌 스타크래프트 II 리그 시즌 3 Code A 24강
- 2012년: 2012 핫식스 글로벌 스타크래프트 II 리그 시즌 4 Code A 24강
- 2012년: MSI Pro Cup Worldwide 우승 (3:0 Scarlett)
- 2012년: Global Gaming Alliance StarCraft II Global Tournament 우승 (3:0 김동현)
- 2012년: 2012 핫식스 글로벌 스타크래프트 II 리그 시즌 5 준우승 (3:4 권태훈)
- 2013년: 핫식스 2013 글로벌 스타크래프트 II 리그 시즌 1 Code S 32강
- 2013년: WCS 코리아 2013 시즌 1 망고식스 글로벌 스타크래프트II 리그 Code S 32강
- 2013년: 2013 Ritmix Russian StarCraft II League Season 4 우승 (4:0 LucifroN)
- 2013년: DreamHack Open: Stockholm 8강
- 2013년: Numericable M-House Cup 2 4강
- 2013년: DreamHack Open Summer 2013 8강
- 2013년: HomeStory Cup VII 4강
- 2013년: MLG 2013 Spring Season Championship 준우승 (2:3 최성훈)
- 2013년: 2013 DreamHack Open: Valencia 우승 (3:1 이제동)
- 2013년: 2013 Ritmix Russian StarCraft II League Season 5 4강
- 2013년: IEM Season VIII - Shanghai 8강
- 2013년: 2013 WCS 아메리카 시즌 2 챌린저리그 40강
- 2013년: ASUS ROG Summer 2013 4강
- 2013년: 2013 DreamHack Open: Bucharest 16강
- 2013년: IEM Season VIII - New York 4강
- 2013년: 2013 WCS 아메리카 시즌 3 프리미어리그 16강
- 2013년: 2013 WCS 아메리카 시즌 3 챌린저리그 8강
- 2013년: HomeStory Cup VIII 준우승 (0:4 윤영서)
- 2013년: 2013 DreamHack Open: Winter 16강
- 2013년: Fragbite Masters 16강
- 2014년: IEM Season VIII - Cologne 16강
- 2014년: SeatStory Cup 준우승
- 2014년: IEM Season VIII - World Championship 16강
- 2014년: 2014 WCS 아메리카 시즌 1 프리미어리그 우승 (4:2 김학수)
- 2014년: Copenhagen Games Spring 2014 우승 (4:0 Happy)
- 2014년: 2014 DreamHack Open: Bucharest 16강
- 2014년: TaKeTV ULTRA Invitational 준우승
- 2014년: Fragbite Masters 2014 Spring 우승 (4:0 VortiX)
- 2014년: 2014 DreamHack Open: Summer 16강
- 2014년: 2014 MLG Anaheim 8강
- 2014년: 2014 WCS 아메리카 시즌 2 프리미어리그 4강
- 2014년: 2014 DreamHack Open: Valencia 8강
- 2014년: The Big One 준우승 (0:4 이승현)
- 2014년: Gfinity G3 준우승 (2:4 Bunny)
- 2014년: 2014 Taiwan Open 준우승 (3:4 Sen)
- 2014년: 2014 Red Bull Battle Grounds: Detroit 8강
- 2014년: IEM Season IX - Toronto 16강
- 2014년: 2014 DreamHack Open: Moscow 16강
- 2014년: 2014 DreamHack Open: Stockholm 32강
- 2014년: Connecting Professional E-sports #1 16강
- 2014년: 2014 WCS 아메리카 시즌 3 프리미어리그 4강
- 2014년: 2014 WCS 글로벌 파이널 16강
- 2014년: HomeStory Cup X 8강
- 2014년: IEM Season IX - San Jose 16강
- 2015년: IEM Season IX - Taipei 8강
- 2015년: Fragbite Masters Season 4 12강
- 2015년: Gfinity Spring Masters II 16강
- 2015년: 2015 DreamHack Open: Tours 4강
- 2015년: 스베누 스타크래프트 II 스타리그 2015 시즌 2 16강
- 2015년: 2015 Kung Fu Cup Season 1 4강
- 2015년: HomeStory Cup XI 16강
- 2015년: 2015 DreamHack Open: Valencia 4강
- 2015년: 2015 핫식스 글로벌 스타크래프트 II 리그 시즌 3 코드 A 48강
- 2015년: ASUS ROG Summer 2015 4강
- 2015년: 스베누 스타크래프트 II 스타리그 2015 시즌3 16강
- 2015년: Hell, It's Aboot Time 우승 (4:3 이제동)
- 2015년: MSI Masters Gaming Arena 2015 8강
- 2015년: 2015 DreamHack Open: Stockholm 준우승 (1:3 강민수)
- 2015년: HomeStory Cup XII 16강
- 2016년: 2016 핫식스 글로벌 스타크래프트 II 리그 시즌 1 코드 A 60강
- 2016년: 2016 핫식스 글로벌 스타크래프트 II 리그 시즌 2 코드 A 48강